# Amazona finschi
L'amazzone capolilla (Amazona finschi) è un uccello della famiglia degli Psittacidi.

## Descrizione
Amazzone di taglia attorno ai 33 cm, ha colore generale verde, penne bordate di nero, anello perioftalmico grigio, fronte rosso amaranto, vertice del capo e parte del collo bluastri, con sfumature violacee sulla nuca. Il becco è carnacino, l'iride arancio e le zampe grigie. Si presenta con due sottospecie:
- A. f. finschi, specie di riferimento;
- A. f. woodi che si differenzia pochissimo cioè solo per una più ridotta colorazione rosso amaranto della fronte.

## Comportamento
Vive nei boschi collinari e montani fino a 2200 metri di quota, dove sceglie ambienti diversi che vanno dalla foresta tropicale decidua ai boschi montani di querce. Nidifica prevalentemente nella foresta tropicale decidua, anche in nidi abbandonati dai picchi su vecchi ficus alti e secchi, a partire dalla fine di febbraio.

## Distribuzione
Il suo areale è localizzato nel Messico occidentale, negli stati federali di Sonora e Oaxaca, dove sembra essere un uccello comune. In cattività è presente, anche se non in gran numero, soprattutto negli Stati Uniti, dove si registra un discreto numero di coppie riproducenti.